# Уорриор (футбольный клуб)
«Уорриор» (эст. FC Warrior Valga) — эстонский футбольный клуб из города Валга. Участник высшей лиги Эстонии в 2006 году.

## История
Датой основания клуба считается 1990 год. После образования независимого чемпионата Эстонии в 1992 году был включён во вторую лигу. Несмотря на первоначальные неудачные выступления, в сезоне 1993/94 не по спортивному принципу был включен в первую лигу, где проиграл все 20 матчей, пропустив более 100 голов. В дальнейшем более десяти лет курсировал между второй и четвёртой лигами.
В начале 2006 года был расформирован клуб «Валга», выступавший в высшей лиге, и его место было отдано клубу «Валга Уорриор», при этом из распущенного клуба перешли многие игроки и тренер Иво Лехтметс. «Валга Уорриор» стал аутсайдером чемпионата, победив лишь 3 раза в 36 матчах и набрав 11 очков, и покинул высшую лигу. В 2007—2011 годах выступал в первой лиге, где лучшим результатом стало третье место в сезоне 2009 года. В Кубке Эстонии лучший результат — выход в четвертьфинал в сезоне 2009/10. В 2011 году клуб занял последнее, десятое место в первой лиге, после этого было принято решение перейти на два уровня ниже — в третью лигу.
С 2012 года «Валга Уорриор» выступает в третьей лиге (ныне пятый уровень в системе лиг), за исключением сезона 2017 года, когда клуб опускался в четвёртую лигу и одержал победу в ней.

## Стадион
В высшей лиге клуб выступал на Городском стадионе Валги, вмещающем 1100 зрителей. В низших лигах играет на искусственном поле стадиона «Кунгла» (1000 зрителей).

## Тренеры
- Иво Лехтметс (~2006)
- Меэлис Куйвитс (…2012-2017…)

## Названия
- «Уорриор» (1992)
- «Феникс-Спорт» (1992—1994)
- «Уорриор» (1994—н.в.)